# عونه
شهر عونه (به فرانسوی: Onhaye) در شهرستان دینان (بلژیک)  در استان نمور  در منطقه فدرال والوون در کشور بلژیک واقع شده‌است.